# Diplazon triangulus
Diplazon triangulus là một loài tò vò trong họ Ichneumonidae.